# بیانگ، لوفنگ، گوانگدونگ
بیانگ، لوفنگ، گوانگدونگ (به لاتین: Beiyang) یک شهرک در جمهوری خلق چین است که در لوفنگ، گوانگ‌دونگ واقع شده‌است.